# Super Dragon Ball Z
Super Dragon Ball Z (超スーパードラゴンボールZ, Sūpā Doragonbōru Zetto) é um jogo eletrônico de luta em 3D, baseado na série de mangá e anime Dragon Ball de Akira Toriyama. Foi originalmente lançado nos arcades do Japão em 22 de dezembro de 2005, e nos da Europa em 2006, e mais tarde para o PlayStation 2 (Japão,  29 de junho de 2006; Estados Unidos, 18 de julho de 2006; Austrália, 28 de julho de 2006). O jogo foi produzido pela Crafts & Meister, liderada por Noritaka Funamizu (responsável em partes por Street Fighter II). O jogo traz dezoito personagens jogáveis, arenas interativas que podem ser destruídas e jogabilidade focada nos jogos mais de luta tradicionais.
O tema do jogo, através dos gráficos e jogabilidade, remete à versão mangá de Dragon Ball. Esquemas de cores, estilo de arte, e telas de carregamento são todos baseados no mangá original Japonês da série. Por exemplo, a cor laranja no uniforme de Goku não é escura como visto no anime; efeitos de som aparecem escritos na tela (como onomatopeias) durante a batalha quando um golpe muito poderoso atinge um dos jogadores; etc.
Akira Toriyama, autor original do mangá, foi solicitado para criar um novo design para Cyborg Freeza, especialmente para o jogo. A nova versão inclui um grande lança-foguetes no ombro direito, alguns explosivos no cinto, e mais explosivos ao longo da cauda.

## Jogabilidade
Desviando-se da jogabilidade das série mais recentes como Budokai e Budokai Tenkaichi, Super Dragon Ball Z trás de volta um estilo mais tradicional que teve bastante fama nos jogos da Capcom, SNK nos anos de 1990.
Os melhores tipos de movimentos especiais são as fireballs, e combos (como em Mortal Kombat 3 e Tekken) com combates mais físicos. Alguns personagens (Goku, Gohan, Vegeta, Trunks, etc.) tem ataques melhores quando usando Super Saiyajin e outras formas especiais, que são todas temporárias. Os personagens podem realizar "super movimentos", lançamentos, investidas, entre outros, o que leva o jogo de volta à jogabilidade dos jogos dos anos 90.

## Modos do Jogo (na versão caseira)

### Original
Um modo parecido com os fliperamas, visto em jogos como Street Fighter II, no qual o jogador luta contra oponentes um atrás do outro ou em vários estágios antes do sub-chefe e do chefe final, nesse caso Freeza (em sua forma final) e Cell (na sua forma perfeita) respectivamente. Cada vitória irá garantir ao jogador uma esfera do Dragão. São sete estágios no total.

### Z Survivor
Um modo em que o jogador luta contra vários oponentes enquanto a energia do jogador estiver acima de zero. Todas as lutas acontecem na arena World Tournament sempre com a mesma música de fundo e um único round. Se o jogador vence, passa por um bônus no formato de uma roleta na qual podem conseguir prêmios como Esferas do Dragão, bônus de ataque, bônus de defesa, bônus de Battle Points, bônus de experiência, entre outros. Se estiver usando um personagem customizado, o jogador vai receber experiência após a conclusão de cada estágio. Também se o jogador vencer cinco lutas em menos de trinta segundos sem perder energia e se ainda estiver vivo no nono e "último guerreiro", vai entrar em uma luta de 3 rounds contra Majin Buu, Cyborg Frieza, Gohan, ou Videl. Porém, não vai desbloquear esses personagens.

### Training
Um modo onde o jogador pode praticar suas habilidades. Será disponibilizado um personagem que inicialmente não tem ações, no entanto o jogador pode escolher uma ação para que ele faça continuamente (mover-se, pular, atacar) ou colocar outro jogador para controla-lo. O jogador pode posicionar plataformas que ele pode escolher se poderão ser destruídas ou não. As lutas ocorrem na sala de treinamento de Vegeta, criada pelo Dr. Brief.

### Versus
O conhecido modo um contra um para dois jogadores. Eles podem usar personagens comuns ou suas versões customizadas dos seus respectivos memory cards.

### Shenron Summon
Uma vez coletadas as sete Esferas do Dragão com um personagem customizado, o jogador pode usar este modo para chamar Shenron (conhecido no Brasil como Shen-Long). Então, o jogador pode desejar muitas coisas como ataques adicionais, personagens secreto e muito mais. Após fazer o pedido, as Esferas do Dragão desaparecem e precisarão ser recoletadas novamente.
Ataques adicionas podem ser dados à personagens customizados após serem desejados à Shenron incluindo o ataque de outro personagem como o Kamehameha, o ataque de Yancha (Wolf Fang Fist), o ataque de Tien Shinhan (Tri-Beam), ou o ataque de Nappa (Flame Pillar).

### Customize
O jogador poderá criar um cartão que permitirá customizar um personagem que ele escolher. Poderá escolher o nome e a cor da roupa. Esses personagens customizáveis acumulam Battle Points que são adquiridos após cada luta nos modos de jogo acima citados. Esses personagens irão receber experiência após as lutas. Sempre que adquirir experiência suficiente para preencher a barra poderá escolher um atributo ou nova habilidade em uma árvore que terá opções pré-definidas, sendo que cada um dos personagens tem uma árvore diferente disponível. Podem ser criados até trinta personagens customizados. Eles podem ser usados nos modos Original, Z Survivor, Training, Summon Shenron e Versus.

### Option
Uma serie de opções que permitem that allows que o jogador altere a ordem dos botões, níveis de volume, salvar ou carregar dados do Memory Card, a voz que narra o menu principal, entre outros.

## Personagens
- Goku (pode se transformar em Super Saiyajin)
- Teen Gohan (pode se transformar em Super Saiyajin 2)
- Piccolo
- Vegeta (pode se transformar em Super Saiyajin)
- Kuririn
- Andróide 16
- Andróide 17
- Andróide 18
- Freeza (forma final)
- Cell (forma perfeita)
- Trunks (com espada)
- Chi-Chi

### Personagens desbloqueàveis
- Ultimate Gohan (com a Espada Z)
- Majin Vegeta (Super Saiyajin 2 apenas)
- Majin Boo
- Piccolo Daimaoh
- Videl (disponível para desbloquear apenas após invocar Shenron oito vezes)
- Cyborg Freeza (disponível para desbloquear apenas após invocar Shenron dez vezes)

Para desbloquear esses personagens deve-se coletar sete esferas do Dragão e entrar na opção Shenron Summon. Nem todos estarão disponíveis inicialmente para que sejam desbloqueados.

### Personagens não-jogáveis
- Narrador do torneio (Pode ser visto na arena World Tournament).
- Pual (É visto na entrada da arena World Tournament).
- Oolong (Aparece após destruir-se um carro em uma certa parte de East Capital).
- Mr. Satan(Aparece na arena Cell Games).
- Sr. Popo (Voando num tapete na Arena Kami´s Lookout e no menu principal).
- Vovô Uranai (Está na arena King Yemma´s palace).
- Chiaotzu (Também na arena King Yemma´s palace).
- Upa (Visto como criança na sub-arena abaixo de Kami´s Lookout).
- Dende (Na arena Planet Namek, perto de uma horta).
- Mestre Kame (No menu principal)
- Shenlong (Na opção Shenron Summon e no menu principal)